# Ballet Azul
Ballet Azul es el nombre utilizado para referirse al equipo Millonarios Fútbol Club de Bogotá durante los años 1950, dada la calidad del juego que desplegaban en la cancha y en honor al color azul de su uniforme. El término, fue acuñado por Carlos Arturo Rueda, locutor costarricense radicado en Colombia.
En 1957 la prensa ecuatoriana usó el apodo para referirse al Emelec. Posteriormente, en la década de 1960, en Chile, se usó el apodo para referirse al equipo de la Universidad de Chile. En Costa Rica también se llamó así al Cartaginés desde mediados de los años 1960 hasta 1977.

## ElBallet Azulcolombiano (1949-1954)
El 10 de junio de 1949 con la llegada de Adolfo Pedernera a Millonarios se dio inicio a la época conocida como El Dorado del Fútbol Profesional Colombiano y se produjo el nacimiento del equipo del "Ballet Azul" del Club Deportivo Los Millonarios. 
Todo comenzó con la contratación del argentino Carlos Aldabe, como entrenador y jugador del club, por medio del cual se logró la contratación del seleccionado Adolfo Pedernera apovechando la huelga de futbolistas que sufría el Fútbol Argentino. La primera presentación de Pedernera fue el 26 de junio cuando Millonarios derrota al Deportes Caldas por 3-0. 
A su vez, por medio de Adolfo Pedernera, Millonarios consigue la contratación de los argentinos Alfredo Di Stéfano y Néstor Raúl Rossi, quienes debutan el 13 de agosto de 1949 venciendo al Deportivo Barranquilla por 5-0, con dos goles de Di Stefano. Posteriormente el equipo se reforzó con la llegada del arquero de la selección de fútbol de Argentina, Julio Cozzi, junto a otro grupo de jugadores, entre los que destacan los argentinos Hugo Reyes, Antonio Báez, Reinaldo Mourin, Adolfo Jorge Benegas, Felipe Stemberg, Roberto 'Tachero' Martínez, Julio "Stuka" Ávila y Oscar Contreras; los uruguayos Raul Pini, Ramon Villaverde, Alcides Aguilera y Víctor Bruno Lattuada; el paraguayo, Julio César Ramírez; y los peruanos, Alfredo Mosquera, Ismael Soria y Jacinto Villalba. Incluso se produjo la llegada del escocés Robert Flawell (del Swansea) y el inglés Billy Higgins (del Everton).
Durante los primeros 5 años de existencia, de 1949 a 1954, este equipo reunió jugadores de nueve nacionalidades diferentes, 21 de los cuales eran argentinos, el país que más jugadores aportó al Ballet Azul durante la época de El Dorado en Colombia.
La nómina más recordada de este equipo es la que formó en los años de 1951 y 1952 que la componían: el arquero argentino Julio Cozzi, Raúl Pini (uruguayo), Francisco "Cobo" Zuluaga (colombiano), Julio César Ramírez (paraguayo), Ismael Soria (peruano), Néstor Raúl Rossi (argentino), Hugo Reyes (argentino), Adolfo Pedernera (argentino), Alfredo Di Stéfano (argentino), Antonio Báez (argentino) y Reinaldo Mourín (argentino). El arquero colombiano Gabriel Ochoa Uribe también actuó en muchos encuentros.
Durante esos dos años, Alfredo Di Stéfano se proclamó como máximo goleador del Fútbol Profesional Colombiano con 32 y 19 goles respectivamente, ya en 1949, Pedro Cabillon había sido el máximo goleador con 42 anotaciones (cifra vigente hasta la actualidad como mayor cantidad de goles en un torneo).
En el período de 1949 a 1954, el equipo se hizo imbatible en el medio local, consiguiendo los campeonatos de 1949, 1951, 1952 y 1953, y la Copa Colombia de 1952-53. Logrando las marcas de 24 partidos sin perder (1953-54 y de 17 triunfos consecutivos (1949 (aún vigente). Comenzando a ser conocido en la esfera internacional, en un tiempo en el que no se jugaban aún ni la Copa de Campeones de Europa ni la Copa Libertadores de América. 
Sin embargo, era tal la fama que arrastraba el club, que en múltiples ocasiones fue invitado a participar de torneos y partidos amistosos, llegando a derrotar a equipos como River Plate, San Lorenzo, Independiente y Racing Club, de Argentina; a clubes brasileños como Flamengo, Gremio, Corinthians y Botafogo, entre otros; a otros grandes clubes sudamericanos como Colo-Colo de Chile, Peñarol de Uruguay, al Universitario de Perú y a clubes europeos, como el Rapid Viena de Austria, el Everton de Inglaterra, el FC Spartak Moscú soviético, entre otros o al Real Madrid, a quien venció en el Estadio Santiago Bernabéu, por 4-2, ganándole la final del torneo internacional de sus Bodas de Oro. Posteriormente lo volvió a vencer en Bogotá por 2-1 y 2-0. Estos juegos acabarían desembocando al año siguiente en el traspaso de Alfredo Di Stéfano (autor de dos goles en el partido en España) al Real Madrid, en parte por la amistad entre ambos clubes.
Durante la realización de Pequeña Copa del Mundo de Clubes de 1952; terminó compartiendo el subcampeonato con Botafogo de Brasil, igualados en 9 puntos, detrás del campeón que fue el Real Madrid. Posteriormente al año siguiente consiguió el título de campeón de esta copa internacional, goleando a grandes equipos como River Plate 5-1 y al Rapid Viena por 4-0, siendo éste el último juego fue que disputó Alfredo Di Stéfano con la camiseta azul. Gracias al gran fútbol que mostraban estos jugadores en la cancha, Millonarios llegó a ser considerado, por varios medios de comunicación sudamericanos y europeos, como el mejor equipo del mundo de la época.
Posteriormente en 1958, el arquero Gabriel Ochoa Uribe asume como director técnico, conformando un equipo que ganó cinco ligas en seis años, cuatro de manera consecutiva: 1959 y de 1961 a 1964. Además conquistó la última edición de la Copa Colombia en 1962-63. A nivel internacional alcanzó la Semifinal de la Copa Libertadores de América en su primera edición en 1960 (3º lugar) y ocupó el 4º lugar en la edición de 1964. 
Este equipo, que conservaba el apelativo de Ballet Azul, alcanzó a contar durante sus primeros años con Julio Cozzi y Francisco "Cobo" Zuluaga, titulares del equipo estelar de 1951 y 1952. Tuvo entre otros como integrantes a los colombianos Delio "Maravilla" Gamboa, Marino Klinger, Carlos Arango, Ricardo "Pibe" Díaz y los arqueros colombianos Senen Mosquera y el famoso Efraín "Caiman" Sánchez, al arquero paraguayo Pablo Centurión, el brasileño José Romeiro, el ecuatoriano Pedro Gando, los argentinos Ruben Antonio Pizarro, Rodolfo Michelli, Hugo Contreras (hermano de Oscar) y Orlando Larraz y al también paraguayo Genaro Benítez. Posteriormente Millonarios contrató al arquero argentino Amadeo Carrizo procedente del River Plate de Argentina.
Las figuras más importantes que formaron la base del equipo de 1949 a 1954 de la época de El Dorado del fútbol colombiano, fueron:
- Alfredo Di Stéfano
- Adolfo Pedernera (Director Técnico)
- Néstor Raúl Rossi
- Julio Cozzi
- Alfredo Castillo
- Raúl Pini
- Francisco Zuluaga (Capitán)
- Pedro Cabillón
- Julio César Ramírez
- Ismael Soria
- Orlando Larraz
- Reinaldo Mourín
- Antonio Báez
- Hugo Reyes
- Carlos Aldabe (Director Técnico)
- Gabriel Ochoa Uribe
- Ramón Villaverde

## ElBallet Azulchileno (1959-1970)
En Chile, los medios de comunicación utilizaron el apodo de Ballet Azul para referirse al Club Universidad de Chile, durante el período de 1959 y 1970, debido al buen juego que mostraba dentro de la cancha. Este equipo fue considerado como uno de los mejores a nivel americano durante la década de 1960 junto al Santos de Pelé, entre otros, llegando a disputar hexagonales y cuadrangulares en Chile junto a otros equipos.  
Su origen tuvo lugar gracias a la labor desarrollada por Luis Álamos en las divisiones inferiores del club, creando a una generación de futbolistas jóvenes que logró evitar el descenso del club en el torneo de 1954 y posteriormente la obtención del campeonato nacional de 1959, tras derrotar a Colo-Colo por 2-1 en la final. Aquel año se agudizó la rivalidad con el cuadro albo y marcó el nacimiento del denominado Ballet Azul.
Luego, en el verano de 1960, la «U», en su condición de campeón de 1959, participó en la primera edición de la Copa Libertadores, llamada en ese entonces Copa de Campeones de América. Sin embargo, el club fue tempranamente eliminado por Millonarios en la primera fase. Ese mismo año, en el campeonato nacional, el club se ubicó en la tercera posición de la tabla. y al año siguiente lograría el subcampeonato, al perder la definición del título ante Universidad Católica. No obstante, Carlos Campos fue el goleador del torneo, con 24 anotaciones.
En enero de 1962, Universidad de Chile inició una gira a México, disputando partidos amistosos contra Guadalajara y Atlas, empatando a uno con el primero y derrotando al segundo por 4-3. Respecto a la Copa Mundial de Fútbol efectuada en Chile, la «U» fue el club que más jugadores aportó a la selección chilena, que alcanzó el tercer puesto del certamen, con nueve jugadores escogidos por Fernando Riera, el director técnico de la selección; sin embargo, uno de ellos, Alfonso Sepúlveda, sufrió una lesión durante la gira que efectuó la «U» en tierras aztecas, que lo marginó de la cita.
Luego de la Copa Mundial y previo a la competencia local, la «U» enfrentó al campeón de la División 1 de Francia de 1961-62, Stade de Reims, y lo derrotó 2-1 en el Estadio Nacional.
En tanto, en el campeonato nacional de 1962, el club logró la mayor goleada de su historia en Primera División, al vencer por un marcador de 9-1 a Magallanes. Al final del torneo, Universidad de Chile terminó empatado en puntaje con Universidad Católica, por lo que ambas escuadras tuvieron que disputar un partido de definición por el título. En el encuentro, que tuvo lugar en el Estadio Nacional, Universidad de Chile ganó por un marcador de 5-3. Con esto, la «U» cobraba revancha del título perdido en 1961 y se coronaba por tercera vez en su existencia como campeón nacional, condición que además le permitió clasificar a la Copa de Campeones de América 1963. Poco antes del partido final, Universidad de Chile disputó en el Estadio Nacional un partido amistoso contra el campeón mundial de clubes, el poderoso Santos de Brasil, con Pelé como su máxima figura. La «U» ganó por 4-3 con goles de Campos (27'), Sepúlveda (43'), Musso (55') y Sánchez (72'), en tanto que los goles del club brasileño fueron anotados por Pelé (31' y 79') y Coutinho (50'), quitándole así el invicto que traía desde hace un año el cuadro de "O Rei".
En aquella temporada, la plantilla de Universidad de Chile estuvo compuesta por: Manuel Astorga (arquero), Luis Eyzaguirre, Leopoldo Cazenave,  Carlos Contreras, Sergio Navarro, Braulio Musso, Carlos Campos, Ernesto Álvarez, Leonel Sánchez, Rubén Marcos, José Moris, Hugo Villanueva, Humberto Donoso, Alfonso Sepúlveda, Osvaldo Rojas, Oscar Coll, René Pacheco, Alberto Hurtado Mena, Raúl Angulo, Alejandro Mesías y Roberto Hodge, con Luis Álamos como director técnico. El «Tanque» Campos se consagró nuevamente como el máximo anotador del torneo nacional, con 34 goles.
Después de enfrentar a Peñarol, a Colo-Colo, a Universidad Católica y a Vasco da Gama, y ganar el Torneo Pentagonal de Verano de 1963, en abril de ese año, Universidad de Chile inició una gira a Europa con el fin de enfrentar a los mejores equipos de ese continente, incluyendo algunas selecciones, más un recorrido en Oriente Próximo y África. La «U» debutó el 23 de abril contra Standard Lieja, derrotándolo por 3-2. Al encuentro siguiente se enfrentó con F. C. de Grenoble, en Francia, ganándole por 2-1. En el tercer partido, con la selección de Israel, el club estudiantil sufrió su primera derrota, cayendo por 0-1, pero se recuperó al empatar sin goles con Panathinaikos F. C. de Grecia. Sin embargo, la selección de Rumania, en el quinto partido, le propinó a la «U» la mayor goleada de la gira: 2-6. La rehabilitación del cuadro azul llegó ante el equipo que estaba considerado como el mejor de Europa en ese momento y que, faltando todavía dos fechas para el final, ya se había consagrado como campeón en Italia: Universidad de Chile venció por 2-1 al Inter de Milán, en el Estadio San Siro. Luego, caería ante Sampdoria por 0-1, empataría 1-1 con F. C. Colonia, y perdería por un marcador de 0-2 y 2-3, frente a TSV Schwaben Augsburg de Alemania y Admira Energie de Austria, respectivamente. Finalmente, la «U» culminaría su gira en Casablanca, Marruecos, derrotando a Botafogo por 3-2. En tanto, en el campeonato nacional de 1963, Universidad de Chile resultó subcampeón con 52 puntos, uno menos que Colo-Colo, que se adjudicó el título, mientras que en la Copa de Campeones de América de ese año quedó fuera en primera ronda del torneo.
La «U» mantuvo un plantel conformado por: Astorga; Eyzaguirre, Donoso, Contreras, Navarro; Sepúlveda, Marcos; Araya, Campos, Álvarez y Sánchez. Y en la banca estaban Villanueva, Musso, Hodge, Olivares, entre otros, con Luis Álamos como entrenador. En 1964, el club logró ganar la Copa Internacional de Santiago en su segunda participación en el Torneo Pentagonal de Verano, tras derrotar a Nacional, a Flamengo, a Colo-Colo y a Racing Club. En ese mismo año, comenzó en el campeonato nacional con triunfos estrechos, aunque mejoró su nivel logrando una racha de 16 victorias consecutivas contadas desde la vigesimoxesta fecha del torneo nacional de 1963 hasta la séptima fecha del torneo nacional de 1964, marca que no ha sido igualada por ningún equipo chileno. Así, el club terminó la primera rueda igualado con Universidad Católica. En la mitad del campeonato, e iniciada la segunda rueda, el club cosechó catorce fechas en calidad de invicto. Faltando tres fechas para el final, a la «U» le bastaba un empate para obtener el título. Esto tuvo lugar el 4 de diciembre de 1964, en el Estadio Nacional: el marcador fue un 0-0 frente a Universidad Católica, resultado que consagró por cuarta vez a Universidad de Chile, con 52 puntos en total, como campeón nacional.
Así mismo, en 1965, la «U» inició el torneo nacional de manera regular, pero a partir de la sexta fecha, el club consiguió nueve victorias consecutivas que le permitieron asegurar la punta. Finalmente, a solo tres fechas del final, el club volvería a adjudicarse el título al derrotar en Playa Ancha, el 12 de febrero de 1966, a Santiago Wanderers por un marcador de 1-0, con gol de Rubén Marcos (22'). Universidad de Chile logró un total de 57 unidades y por primera vez en su historia conquistó un bicampeonato nacional. En ese mismo año, el club disputó la Copa Libertadores (ex Copa de Campeones de América), enfrentando en primera fase a Santos y a Universitario de Deportes en el grupo 2: contra el club brasileño perdió por 1-5 en Santiago y por 0-1 en São Paulo, y contra su símil peruano perdió por 1-0 en Lima y ganó por 5-2 en casa, resultados que no le sirvieron para acceder a la siguiente ronda.
En 1966, con la privación de jugadores titulares durante casi toda la primera rueda del torneo, por estar convocados a la Selección Nacional para disputar la Copa Mundial de 1966, y con la salida de Luis Álamos por discrepancias al interior del plantel, siendo reemplazado por Alejandro Scopelli, Universidad de Chile solo pudo lograr el cuarto lugar del campeonato. No obstante, Carlos Campos se consagró por tercera vez como máximo goleador del campeonato, junto con Felipe Bracamonte de Unión San Felipe, con 21 anotaciones. En la Copa Libertadores de ese año, ocasión en que por primera vez participaban dos equipos por país, la «U» compartió el grupo 2 con Universidad Católica y con los clubes paraguayos Guaraní y Olimpia, sin embargo, otra vez quedó fuera en primera fase, con cinco puntos, luego de empatar sus dos partidos con la «UC», ganar y empatar con Guaraní y perder sus dos partidos con Olimpia.
En 1967, con un estilo de juego pragmático, más completo y sólido, y con la consagración de nuevos jugadores en el equipo como Adolfo Nef, Alberto Quintano, Juan Carlos Oleniak, Juan Rodríguez y Guillermo Yávar, Universidad de Chile ganó por sexta vez el campeonato nacional, con una diferencia de 12 puntos de ventaja sobre el subcampeón: el 25 de noviembre de 1967, faltando cuatro fechas para el final, el club logró vencer a Everton por 3-1, con goles de Araya (6') y Campos (79' y 88'), mientras que para el cuadro ruletero anotó Manuel Rojas (24'). El encuentro se disputó en el Estadio Nacional, con un público de 17.576 espectadores y arbitraje de Mario Gasc.
En 1968, con un nuevo sistema de campeonato que incluía varios torneos en uno solo, el club, pese a lograr el primer lugar en el Torneo Metropolitano, terminó en la tercera posición de la fase final, detrás de Universidad Católica, club con el cual pierde en la Definición Pre-Libertadores 1968, y Santiago Wanderers, quien resultó campeón. En tanto, en la Copa Libertadores 1968, la «U» repitió malos resultados tras perder sus dos partidos con Universidad Católica, empatar y perder con Emelec, y perder y ganar con El Nacional, sus rivales en el grupo 3.
Al año siguiente, con Ulises Ramos como director técnico y con serias desavenencias al interior de la institución, el equipo ganó en calidad de invicto el Torneo Metropolitano, para luego jugar el resto del campeonato nacional y clasificar a la liguilla final. En ella, en partidos únicos, logró victorias frente a Unión Española, Rangers y Santiago Wanderers, y un empate con Colo-Colo. Su último partido, bastando un empate para lograr el título, lo disputó frente a Green Cross de Temuco, el 11 de enero de 1970, en el Estadio Nacional, con aproximadamente 50.000 espectadores y arbitraje de Lorenzo Cantillana: con un solitario gol de Guillermo Yávar (65'), Universidad de Chile se coronó como campeón por séptima ocasión. Además, a mediados de 1969, la «U», en su calidad de campeón del Torneo Metropolitano, disputó y ganó la Copa Francisco Candelori, torneo nacional de carácter oficial, tras enfrentarse en partidos de ida y vuelta con Rangers, equipo campeón del Torneo Provincial, venciéndolo el 29 de junio por 1-0 en Santiago e igualando 1-1 en Talca, el 6 de julio. Del plantel, destacaron las figuras de los hermanos Juan y Manuel Rodríguez Vega, el portero Adolfo Nef, el central Alberto Quintano y el argentino Jorge Américo Spedaletti, pese a que aquel campeonato marcaba el ocaso de la generación del Ballet Azul. En 1970, la "U" logró alcanzar las semifinales de la Copa Libertadores, siendo su mejor campaña durante el período del Ballet Azul.
Además, la mayor parte del plantel universitario fue usada como base de la selección nacional de Chile que logró sacar el tercer puesto en el Mundial de 1962 y luego clasificar al Mundial de Inglaterra en 1966. Debido al buen actuar de las figuras universitarias, el club fue invitado a una gira en el Viejo Continente, en donde incluso llegó a derrotar al Inter de Milán, campeón de Italia y al Botafogo, club en el cual jugaban la mayoría de los jugadores que conformaban la selección de Brasil campeona en el Mundial de 1962, algunos de ellos eran:  Djalma Santos, Mangas, Nilton Santos, Garrincha, Amarildo y Didí, entre otros.
Entre los jugadores más destacados del plantel se encuentran:
- Leonel Sánchez
- Rubén Marcos
- Luis Eyzaguirre
- Sergio Navarro
- Jaime Ramírez Banda
- Ernesto Álvarez
- Carlos Campos
- Braulio Musso
- Pedro Araya
- Roberto Hodge
- Manuel Astorga
- Alberto Quintano
- Humberto Donoso
- Luis Álamos (Director Técnico)

## ElBallet Azulecuatoriano (1962-1966)
En Ecuador al equipo de Emelec se lo llamó desde el año de 1957 con el apelaticio de Ballet Azul, en aquellas temporadas con los directores técnicos Mariano Larraz y Eduardo Spandre, quienes obtuvieron los campeonatos locales y nacionales a fines de los años 1950.
 En la década de 1960 se popularizó el conocido apelativo del Ballet Azul. En particular, entre los años 1962 y 1966 tras la llegada del Director Técnico argentino Fernando Paternoster (que había dirigido a Millonarios de Bogotá entre 1939 y 1943), quien formó una escuadra se caracterizaba por un juego técnico y sincronizado. Ese ha sido el mejor equipo ecuatoriano de todos los tiempos.
En la Copa Libertadores 1962, el triunfo más destacado fue sobre la Universidad Católica por 7-2 (Enrique Raymondi convirtió 5 tantos) y en la Copa Libertadores 1967 le ganó de visita 2-1. En la Copa Libertadores del siguiente año, Emelec triunfó sobre el "Ballet Azul" de la Universidad de Chile por 2-1 en Guayaquil y en Santiago empató 0-0.
En partidos amistosos, Emelec venció a Chacarita Juniors (campeón argentino) 3-0, Peñarol 1-0 (en ese entonces ganador de varias Copas Libertadores), Vélez Sársfield por 4-2, al Corinthians de Roberto Rivelino 2-0, a la Selección de Paraguay 2-1 (con un gol de Jorge Bolaños, para algunos el mejor gol que se haya marcado en el estadio Modelo) y al Borussia Dortmund de Alemania 1-0.
En una gira por Estados Unidos en 1966, Emelec venció a las Chivas de Guadalajara 3-0, empató con Alajuelense 1-1 y triunfó sobre la Selección de Estados Unidos por 3-0.
En la Copa Libertadores de 1968, Emelec clasificó a la siguiente ronda, siendo así el primer equipo ecuatoriano en hacerlo, eliminándose en un grupo con Sporting Cristal, Peñarol y Deportivo Portugués.
La delantera del Ballet Azul estaba conformada por Carlos Alberto Flaco Raffo, José Loco Balseca, Jorge Pibe Bolaños, el argentino Roberto Pibe Ortega y Enrique Maestrito Raymondi y fue bautizada por la prensa de Ecuador como "Los Cinco Reyes Magos" por la forma de jugar, dado su carácter ofensivo y creativo.
El periodista deportivo Otón Chávez Pazmiño, manifestó sobre este equipo "aquel equipo practicaba un fútbol preciosista, de fra, bastón, y chistera; de toque y avance, de pausa y aceleración, diagonales, centro, shoot y gol. Virtualmente hacían goles cuando se les daba la regalada gana y cada cual provenía de una maniobra espectacular".
Entre los jugadores más destacados del plantel se encuentran:
- José Vicente Balseca (1951-1965)
- Carlos Alberto Raffo (1954-1964)
- Jorge Bolaños (1959-1969)
- Enrique Raymondi (1958-1965)
- Roberto Ortega (1962-1964)
- Carlos Pineda (1959-1968)
- Henry Magri (1963-1966)
- Ramón Mayeregger (1963-1966)
- José Romanelly (1965-1971)
- Fernando Paternoster (Director Técnico) (1962-1966)

## Enfrentamientos

### Millonarios vs Universidad de Chile
El primer choque oficial entre ambas escuadras, se dio en el ocaso del Ballet Azul colombiano (Francisco "Cobo" Zuluaga era el único sobreviviente del equipo de 1949 a 1954) y recién formado el Ballet Azul chileno. Fue en la primera edición de la Copa Libertadores de América, en 1960, cuando todavía se llamaba Copa Campeones de América. 
El 8 de mayo, se disputó el partido de ida de los cuartos de final en el Estadio Nacional de Santiago, con un triunfo de 6-0 para el equipo colombiano con dos goles de Marino Klinger, dos del argentino Rubén Antonio Pizarro, y los restantes de los también argentinos Orlando Larraz y Rodolfo Michelli.
En Bogotá, una semana más tarde (el 15 de mayo), se jugó el partido de vuelta, con una nueva victoria del club colombiano, esta vez por 1-0 con otro gol de Rodolfo Michelli. En dicha competición, Millonarios alcanzaría las semifinales de la Copa, resultando vencedor de la Copa Libertadores el club Peñarol de Montevideo, Uruguay, y siendo Millonarios el segundo equipo con mayor puntuación del torneo, detrás de los uruguayos.
35 años después, el 7 de marzo, se disputó el partido en el Estadio Nemesio Camacho El Campín, por la tercera fecha del grupo 3 de la 1995, con triunfo de 1-0 para el equipo colombiano con gol de Edison Domínguez.
Dos semana más tarde (el 24 de mayo), se jugó el partido de vuelta, con victoria del equipo chileno 3-2.

### Emelec vs Millonarios
Los colombianos y los ecuatorianos se enfrentaron en la Copa Libertadores 1962, al lado de la Universidad Católica de Chile. El Ballet Azul ecuatoriano estaba en todo su esplendor, mientras en el equipo de Millonarios no quedaba ningún jugador de la nómina del Ballet Azul original de 1949 a 1954.
El balance fue de un triunfo para cada uno. El 7 de febrero en Guayaquil, Emelec ganó por 4-2, con goles de Enrique Raymondi, Pedro Gando (quien luego jugaría en Millonarios), Aquino y Vicente Lecaro para los ecuatorianos, y dos anotaciones de Delio "Maravilla" Gamboa para los colombianos.
El 28 de febrero jugaron en Bogotá y Millonarios ganó por 3-1, con autogol de Juan Moscol y anotaciones del brasileño Porfirio Pereyra Netto "Fifi" y del paraguayo Genaro Benítez, el gol de Emelec fue un autogol del defensa colombiano Juan Ramírez Gallego.
El clasificado de la serie a la Semifinal fue la Universidad Católica de Chile con 6 puntos, Millonarios y Emelec sumaron 3 puntos.
También se enfrentaron por la copa Merconorte en 2001 por la final, esa vez fue Millonarios el gran vencedor después de empatar 1-1 con Emelec el trofeo se definió desde el punto penal. Millonarios se consagró campeón de la última edición del torneo.

### Universidad de Chile vs Emelec
Estos equipos se enfrentaron por la fase de grupos de la Copa Libertadores de 1968. 
El primer partido fue en Guayaquil en el estadio Modelo el 11 de febrero, con un triunfo del cuadro ecuatoriano por 2-1. Los goles fueron marcados por Jaime Delgado Mena y Cirilo Fernández para Emelec, y Gangas para la Universidad de Chile.
El segundo partido fue el 24 de febrero en Santiago y terminó empatado 0-0. En dicha competición, Emelec pasó a los cuartos de final, mientras que la Universidad de Chile quedó eliminado en primera ronda.
En la edición 2012 de la Copa Sudamericana se volvieron a enfrentar, empatando 2-2 en el Estadio Nacional de Chile por el partido de ida. El 25 de octubre se jugó el partido de vuelta que ganó Universidad de Chile por 1-0 con gol de Enzo Gutiérrez que le dio el paso a cuartos de final.
En la edición 2015 de la Copa Libertadores se volvieron a enfrentar, Emelec ganó 0-1 con gol de Miller Bolaños en el Estadio Nacional de Chile por el primer partido de la fase de grupos. El 22 de abril se jugó el partido de vuelta que ganó Club Sport Emelec por 2-0 con goles de Miller Bolaños que le dio el paso a los octavos de final.

## Palmarés
El palmarés corresponde únicamente a los títulos y participaciones destacadas que obtuvo el equipo en la época donde le fue acuñado el apodo del Ballet Azul.
 Millonarios: 
- Campeonato de la Categoría Primera A (4): 1949, 1951, 1952, 1953
  - Subcampeón: 1950.

- Copa Colombia (1): 1952-53
  - Subcampeón: 1951, 52.

- Campeonato Bodas de Oro del Real Madrid en marzo de 1952

- Pequeña Copa del Mundo de Clubes: 1953
  - Subcampeón: 1952

 Universidad de Chile: 
- Primera División de Chile:(6) 1959, 1962, 1964, 1965, 1967 y 1969.
  - Subcampeón: 1955, 1957, 1961, 1963 y 1971.
- Torneo Metropolitano: (2) 1968 y 1969.
- Copa Francisco Candelori: (1) 1969.

 Emelec
- Campeonato de la Serie A de Ecuador (3): 1957, 1961, 1965.
  - Subcampeón: 1960, 1963, 1966, 1967,

- Campeonato de Guayaquil (4): 1957, 1962, 1964, 1966
  - Subcampeón: 1958, 1960, 1961, 1965, 1967